# 胡魯耶什蒂鄉
46°16′N 27°15′E / 46.267°N 27.250°E
胡魯耶什蒂鄉（羅馬尼亞語：Comuna Huruiești, Bacău），是羅馬尼亞的鄉份，位於該國東北部，由巴克烏縣負責管轄，面積55平方公里，海拔高度202米，2007年人口2,767，人口密度每平方公里50人。